# Far from the Sun
Far from the Sun – szósty album fińskiego zespołu heavymetalowego Amorphis, wydany w maju 2003 roku przez wytwórnię EMI.
Na nagraniu po raz pierwszy od 1994 r. (album Tales from the Thousand Lakes) pojawił się perkusista Jan Rechberger, zastępując Pekka Kasariego, który odszedł z zespołu, aby poświęcić więcej czasu rodzinie. Ten album jest również ostatnim nagraniem z udziałem Pasi Koskinena.
Amerykańskie wydanie zawiera pięć utworów dodatkowych oraz teledysk do utworu "Evil Inside". Piosenka "Darkrooms" jest również utworem dodatkowym z japońskiej wersji płyty.
Okładka albumu przedstawia młot Thora, Mjölnir, symbol zaczęrpnięty z mitologii nordyckiej.

## Lista utworów
Wszystkie utwory skomponowane przez Amorphis.
1. "Day of Your Beliefs" – 5:04
2. "Planetary Misfortune" – 4:27
3. "Evil Inside" – 3:57
4. "Mourning Soil" – 3:47
5. "Far from the Sun" – 4:00
6. "Ethereal Solitude" – 4:30
7. "Killing Goodness" – 3:55
8. "God of Deception" – 3:38
9. "Higher Ground" – 5:39
10. "Smithereens" – 4:51

### Utwory dodatkowe na amerykańskim wydaniu płyty
1. "Shining Turns to Gray" 02:59
2. "Follow Me into the Fire" 05:27
3. "Darkrooms" 03:23 (także na japońskim wydaniu albumu)
4. "Dreams of the Damned" 04:49
5. "Far from the Sun" 04:20 (wersja akustyczna)
6. "Evil Inside" (teledysk)

## Twórcy
- Pasi Koskinen − śpiew
- Tomi Koivusaari − gitara rytmiczna
- Esa Holopainen − gitara prowadząca
- Santeri Kallio − instrumenty klawiszowe
- Niclas Etelävuori − gitara basowa
- Jan Rechberger − perkusja

## Pozycje na listach
| Lista  | Kraj      | Pozycja |
| ------ | --------- | ------- |
| Top 50 | Finlandia | 7       |